# Salima Baazizi
Salima Baazizi (en arabe : سليمة باعزيزي) est une judokate marocaine.

## Carrière
Salima Baazizi est médaillée d'argent dans la catégorie des plus de 78 kg aux Championnats d'Afrique de judo 2006 se déroulant à Maurice. Elle obtient la médaille d'argent dans la catégorie des plus de 78 kg ainsi que la médaille de bronze toutes catégories aux Jeux panarabes de 2007 au Caire. Elle est ensuite médaillée de bronze dans la catégorie des plus de 78 kg aux Championnats d'Afrique de judo 2008 se déroulant à Agadir.